# Antorcha

Originalmente, una antorcha era una fuente portátil de fuego usada como fuente lumínica, 
usualmente consistente de un palo o madera, con uno de sus extremos envuelto en un trozo de paño empapado de brea o algún otro material inflamable. Las antorchas eran con frecuencia apoyadas en candelabros en lo alto de los muros, para que iluminaran los pasillos de algunas estructuras de piedra, como castillos o criptas. Si la antorcha está hecha de azufre mezclado con cal, el fuego no disminuirá tras haber sido introducida en agua. 
La tradición de la antorcha transportada en relevo por atletas a campo traviesa es usada para iluminar la Llama Olímpica, la cual arde sin interrupción hasta los siguientes Juegos Olímpicos. Estas antorchas fueron introducidas por primera vez por Carl Diem responsable de Juegos Olímpicos de 1936 ya que durante los Antiguos Juegos Olímpicos en el Templo de Hera en Olimpia ardía una llama cuando estos duraban. Leni Riefenstahl, cineasta que dirigió la película oficial de los Juegos Olímpicos de 1936, filma al inicio de la película el relevo de la antorcha de Olimpia a Berlín.

## Simbología
La antorcha es un típico emblema de iluminación espiritual y conocimiento. Así, la Estatua de la Libertad, en realidad llamada «La Libertad Iluminando al Mundo», eleva su antorcha (dibujada a la izquierda). 
Por otro lado, las antorchas cruzadas y al revés eran signo de luto en los monumentos funerarios grecorromanos, ya que la antorcha apuntando hacia abajo representa el concepto de muerte, mientras que una flameando hacia arriba simboliza vida y el poder regenerador de la llama. La antorcha era también un símbolo usado por el Partido Conservador Británico.
También como símbolo de solemnidad (y por la pureza que representa la figura del fuego), algunos cultos religiosos, como la Iglesia católica, la Anglicana y la Luterana usan antorchas en algunas de sus celebraciones litúrgicas, comúnmente consistentes en una vara de metal dorado en cuyo ápice se clava una vela o cirio.

## Malabarismo con antorchas

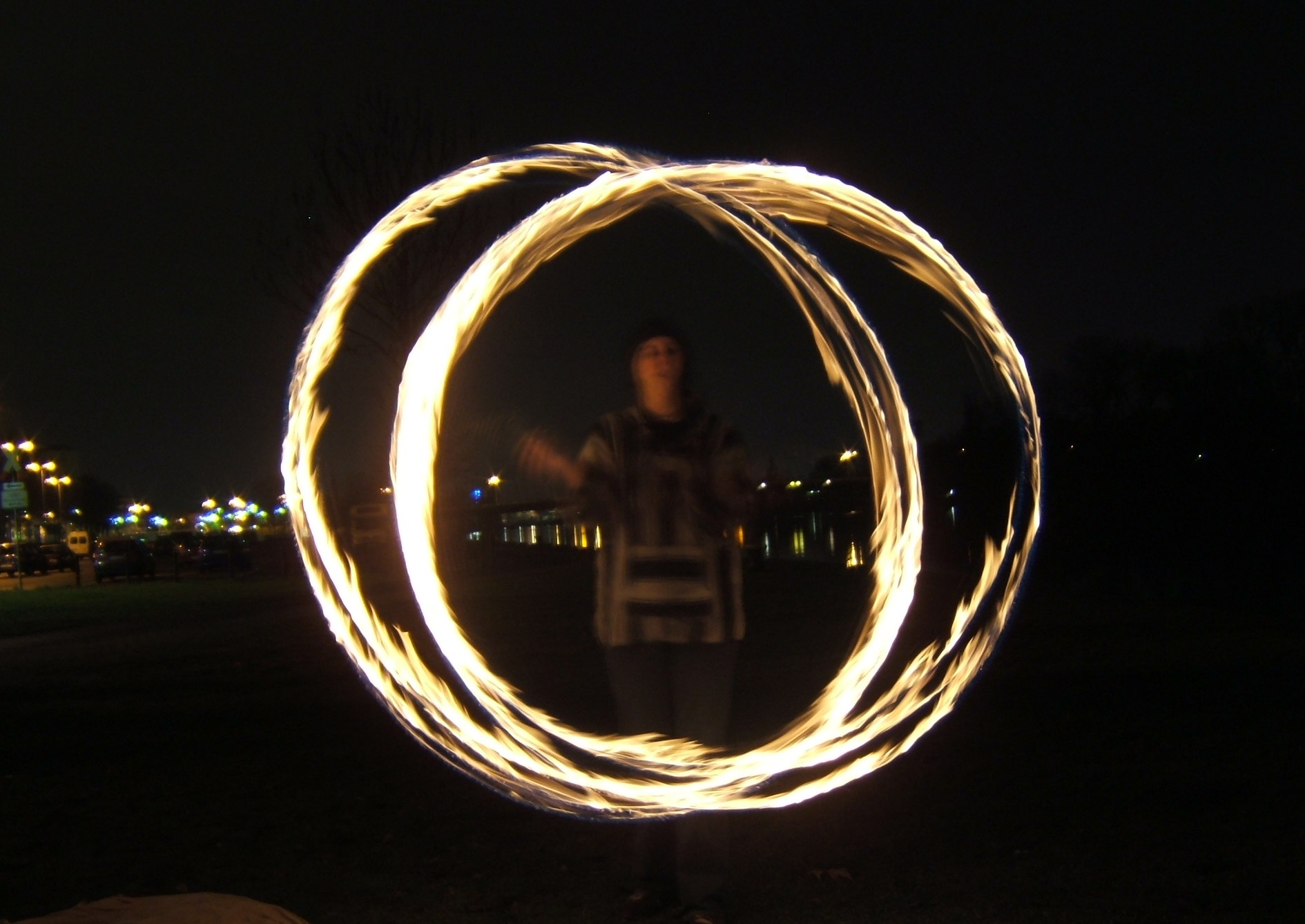
Malabarista con antorchas encendidas.

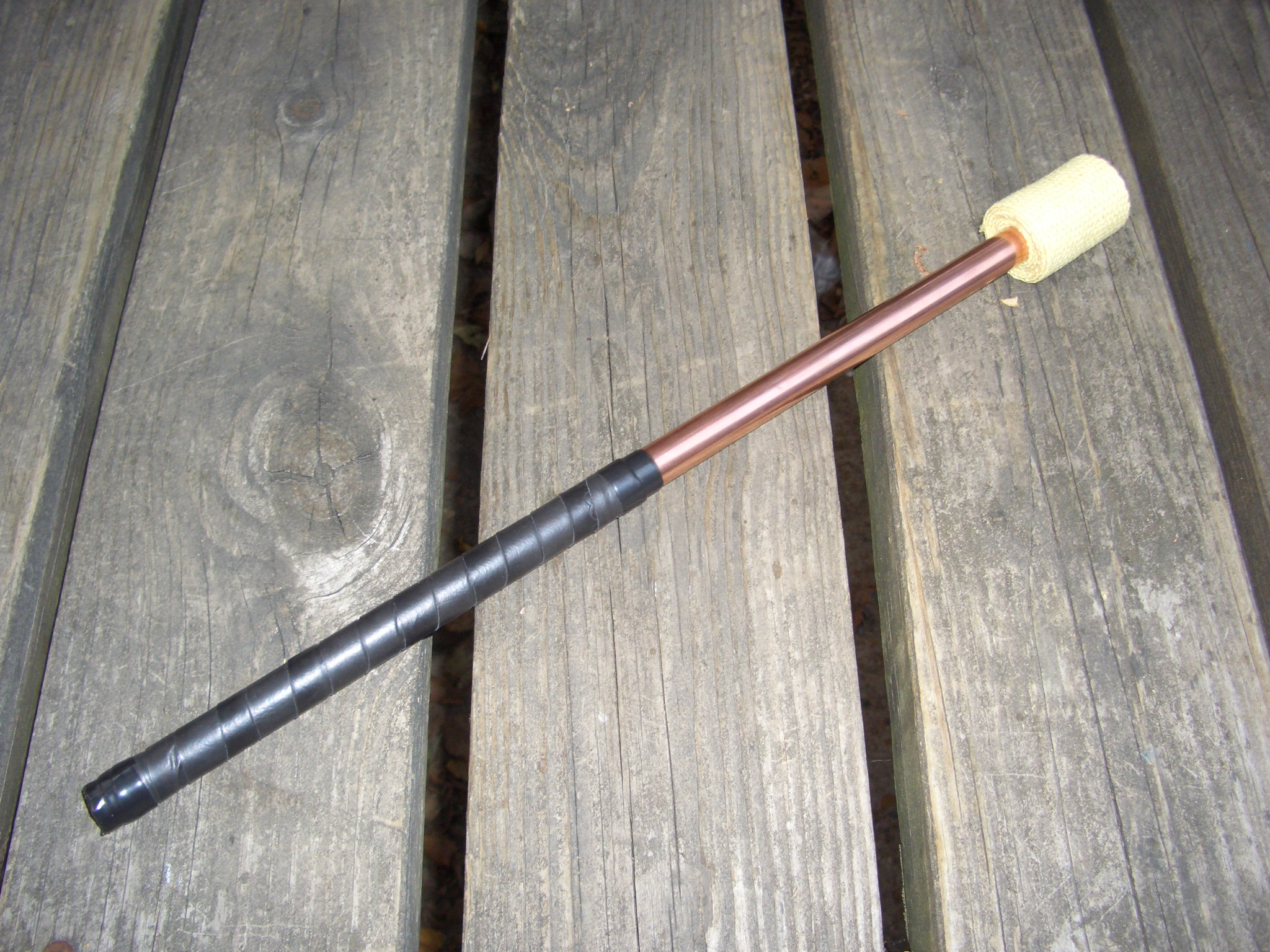
Un antorcha nueva usada en malabares.

Uno de los instrumentos más comunes usados por los malabaristas en sus rutinas son las antorchas ardientes. Las antorchas de malabares son esencialmente mazas o clavas en las cuales uno de sus extremos posee una mecha que se enciende. Los dos tipos más comunes de materiales utilizados en estas mechas son el kevlar y el algodón. El combustible más usado para encender la mecha es la bencina blanca.